# Xã Big Creek, Quận Cass, Missouri
Xã Big Creek (tiếng Anh: Big Creek Township) là một xã thuộc quận Cass, tiểu bang Missouri, Hoa Kỳ. Năm 2010, dân số của xã này là 4.442 người.